# Авл Плавцій (трибун 70 року до н.е.)
Авл Плавцій (лат. Aulus Plautius; II-I століття до н. е.) — політичний та військовий діяч часів пізньої Римської республіки, народний трибун 70 року до н. е. Був другом Марка Туллія Цицерона.

## З біографії
Походив із плебейського роду Плавціїв. Про ранні роки відомостей немає.
У 70 році до н. е. Авла Плавція обрано народним трибуном. У 67 році до н. е. став легатом Гнея Помпея Магна під час боротьби проти піратів біля Сицилії. У 63 році до н. е. став едилом при Гнеї Помпеї під час перебування його в Палестині та Сирії. Відзначився під час військових дій в Юдеї. Після цього відомостей про нього немає.
Аппіан його називав «Плавцієм Простим» лат. Plautius Varus.

## Сім'я
- Син Авл Плавцій — міський претор і народний трибун 56 року до н. е.